# Emil Králíček
Emil Králíček (11. říjen 1877, Německý Brod – 26. března 1930, Praha) byl český secesní a kubistický architekt.

## Život

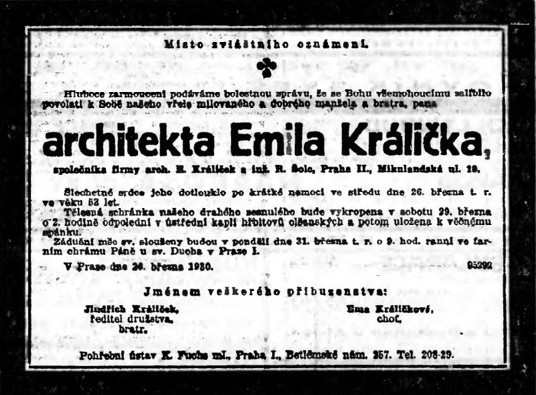
Národní politika 28. 3. 1930, oznámení o úmrtí arch. Emila Králíčka.

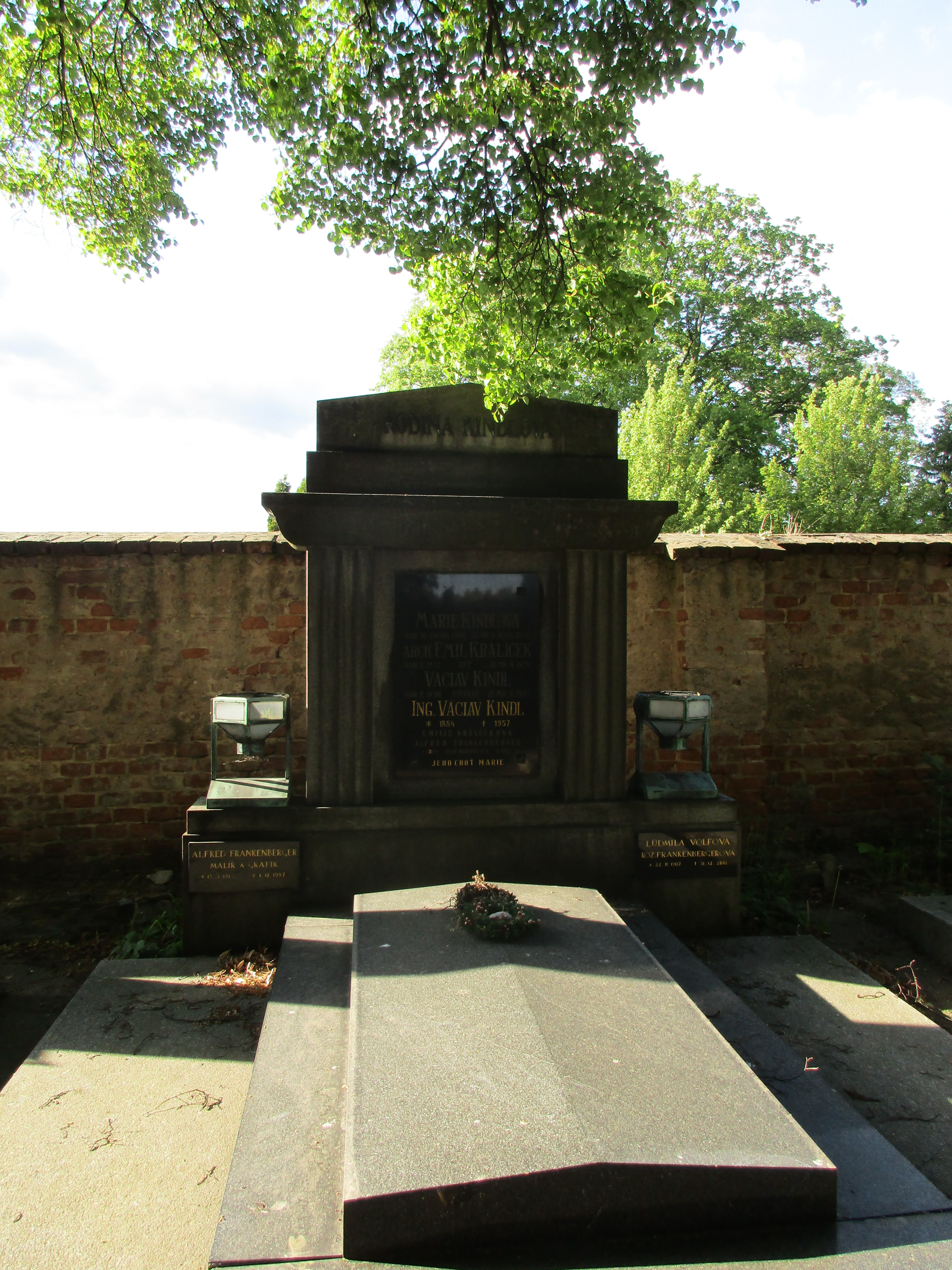
Hrob architekta Emila Králíčka na hřbitově v Třeboradicích

Narodil se v  Německém Brodě jako druhý ze čtyř synů a celkově druhé z osmi dětí divadelního sluhy Martina Králíčka a jeho manželky Terezie, rozené Šafránkové. Brzy na to se rodina přestěhovala do Kamenice nad Lipou..
Vystudoval reálné gymnázium v Táboře a stavební průmyslovou školu v Praze. Po jejím absolvování nastoupil v roce 1897 do projekční kanceláře Antonína Balšánka. V té době zde pracoval na projektech budovy Muzea hlavního města Prahy nebo divadla v Plzni.
Okolo roku 1900 odešel do Darmstadtu, kde tehdy vznikla umělecká kolonie na Mathildenhöhe. Zde pracoval v ateliéru Josepha Marii Olbricha. Tím se dostal od Balšánkových konzervativních historizujících projektů k moderní secesní architektuře. Do Prahy se vrátil asi v roce 1903 a nastoupil jako projektant u přední stavební firmy Matěje Blechy v Karlíně. Zabýval se především navrhováním průčelí. V letech 1904–1906 spolupracoval s prof. Celdou Kloučkem na projektech a výzdobě domovních průčelí a vestibulů pro firmu Matěje Blechy. V roce 1907 se stal hlavním projektantem firmy M. Blecha. Spolupracoval se sochaři A. Waigantem, K. Pavlíkem a A. Odehnalem.
Po roce 1911 nastoupil v pražské architektuře kubismus. Králíček v tomto plodném období projektoval mimo jiné dům Diamant na rohu Spálené a Lazarské ulice v Praze na Novém Městě včetně sousední niky na barokní sochu sv. Jana Nepomuckého. Byl také autorem kubistického kandelábru pouliční lucerny na Jungmannově náměstí. V roce 1912 se oženil s Emilií Kindlovou v Týnském chrámu v Praze. V roce 1913 od firmy Blecha odešel a prováděl návrhy pro různé stavitele.
V době první světové války byl povolán do vojenské služby v rakouském Svatém Hypolitu, ale byl vyreklamován a později přeložen do Prahy na vojenské velitelství pro potřeby vojenských staveb v Praze, čímž se vyhnul nasazení na frontu.
V letech 1918–1919 Pracoval pro firmu Řehák a Nejedlý. Pro tuto firmu navrhl například hydroelektrárnu ve Spálově nedaleko Železného Brodu. Po roce 1922 založil společnou firmu s ing. Rudolfem Šolcem.
V roce 1930 spáchal sebevraždu.
Firma Králíček - Šolc fungovala až do komunistického převratu v únoru 1948, v roce 1949 byla zestátněna.

## Stavby (výběr)

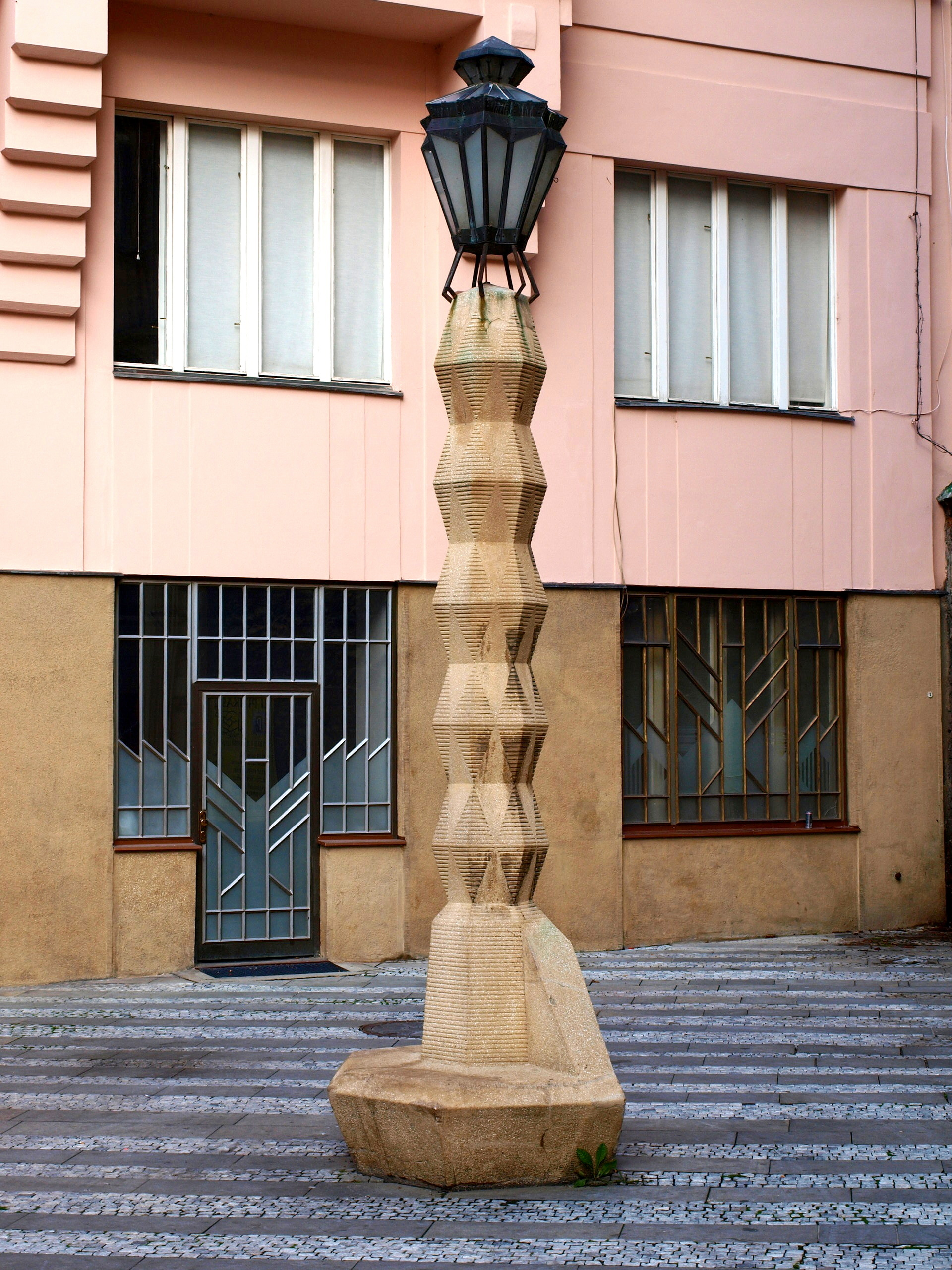
Králíčkova lucerna za Adamovou lékárnou v Praze z let 1911–1913 je jediná kubistická pouliční lampa svého druhu na světě.

- 1904–1905 Dům stavitele Blechy, Praha 1 – Nové Město, čp. 235, (rostlinná secese)
- 1904–1905 Kostel sv. Vojtěcha, Praha 8 – Libeň, Zenklova ul. (secese)
- asi 1905 Dům (původně banka), Praha 8 – Karlín, Sokolovská 438 (secese)
- 1908–1909 Vila Kraus, Praha 6 – Bubeneč, čp. 289, Na Zátorce 3 (geometrická secese)
- 1909–1910 Hotel Zlatá husa, Praha 1 – Nové Město, čp. 839, (geometrická secese)
- 1909–1910 Palác Palmovka, Praha 8 – Libeň, čp. 890, Sokolovská 125 (secese)
- 1909–1910 Banka Slávie, Lvov
- 1909–1910 Libeňská sokolovna, Praha 8 – Libeň, čp. 2, Zenklova 37 (secese)
- 1910 Vila Mareš, Praha 6 – Bubeneč, čp. 320, Na Zátorce 7, U Vorlíků 13, (geometrická secese)[4]
- 1910 Bytový dům, Praha 8 – Karlín, čp. 519, Hybešova 5 (secese), výzdoba Antonín Waigant[5]
- 1911 Kancelářský dům s obchody (Vaňkova semena), Praha 7 – Holešovice, čp. 861, Bubenské nábřeží 9, spolu s Matějem Blechou (vrcholná secese s výrazným architektonickým dekorem)[5]
- 1911–1913 Adamova lékárna, Praha 1 – Nové Město, čp. 775, Václavské nám. 8, (geom. secese a kubismus)
- 1911–1913 kubistická lucerna, Praha 1 – Nové Město, Jungmannovo nám., (součást projektu Adamovy lékárny)
- 1911–1919 Palác Rokoko (Šupichovy domy), Praha 1 – Nové Město, čp. 794, 626, Václavské nám. 38, 40
- 1912–1913 Dům Diamant, Praha 1 – Nové Město, čp. 82, Spálená 4, (kubismus)
- 1912–1913 Oblouk nad sochou sv. Jana Nepomuckého, Praha 1 – Nové Město, Spálená ul.
- 1912–1913 Betlémská kaple na Žižkově, Praha 3, Prokopova 4 (pozdní secese a kubismus)
- 1912–1913 Všeobecná záložna v Karlíně, Praha 8 – Karlín, čp. 539, Sokolovská 31 (secese)[5]
- 1912–1913 Vila, Praha 1 – Hradčany, čp. 247, Na baště sv. Ludmily 13 (secese)[5]
- 1912–1913 Vila na Libušince, Praha 2 – Vyšehrad, čp. 50, Rašínovo nábřeží 26 (kubizující secese)[5]
- 1912–1913 Vila generálního rady Beniese, (Beniesova vila), Lysá nad Labem-Litol, (kubismus)
- 1914–1915 Bytový dům, Praha 1 – Staré Město, čp. 790, Haštalská 11 (geometrizující secese)[5]
- 1922 Malá vodní elektrárna Spálov, Spálov, (art-déco)[3]
- Bývalá Karlínská záložna, ul. 1 pluku (pozdní secese a kubismus)

### Nedoložená díla
- 1922–1924 Průčelí budovy pro ministerstvo unifikací a ústavní soud, Praha 1 – Staré Město, čp. 900, ul. Dušní 17, dnes Vyšší odborná škola stavební a střední průmyslová škola stavební. Původní projekt obecné školy z roku 1914 Ludvík Kysela. V letech 1920–1922 projekt přepracován na budovu pro Ministerstvo unifikací. Projektanti: Ing. Nejedlý, Jaroslav Moravec, Bohumír Hollman. Návrh průčelí je Zdeňkem Lukešem připisován Emilu Králíčkovi. Nedoloženo.[6]

## Spisy
- Spolu s Matějem Blechou zastoupen ve sborníku  Pražské novostavby : fasády, detaily, vchody, portály a vestibuly. Svazek Díl druhý. Vídeň: Anton Schroll, 1911. 80 fotografických snímků na 64 listech s.
- Emil Králíček, Josef Kafka: Rodinný dům : Praktický rádce pro každého, kdo zamýšlí vlastní bydlo si zříditi, Praha : F. Šimáček, 1911.[7] Kniha vyšla znovu v letech 1915[8] a 1929[7].

## Výstavy
V roce 2004 uspořádala Galerie Jaroslava Fragnera a Museum Künstlerkolonie Darmstadt výstavu Emil Králíček – zapomenutý mistr secese a kubismu, kurátor: Zdeněk Lukeš.

## Galerie

Stavby Emila Králíčka
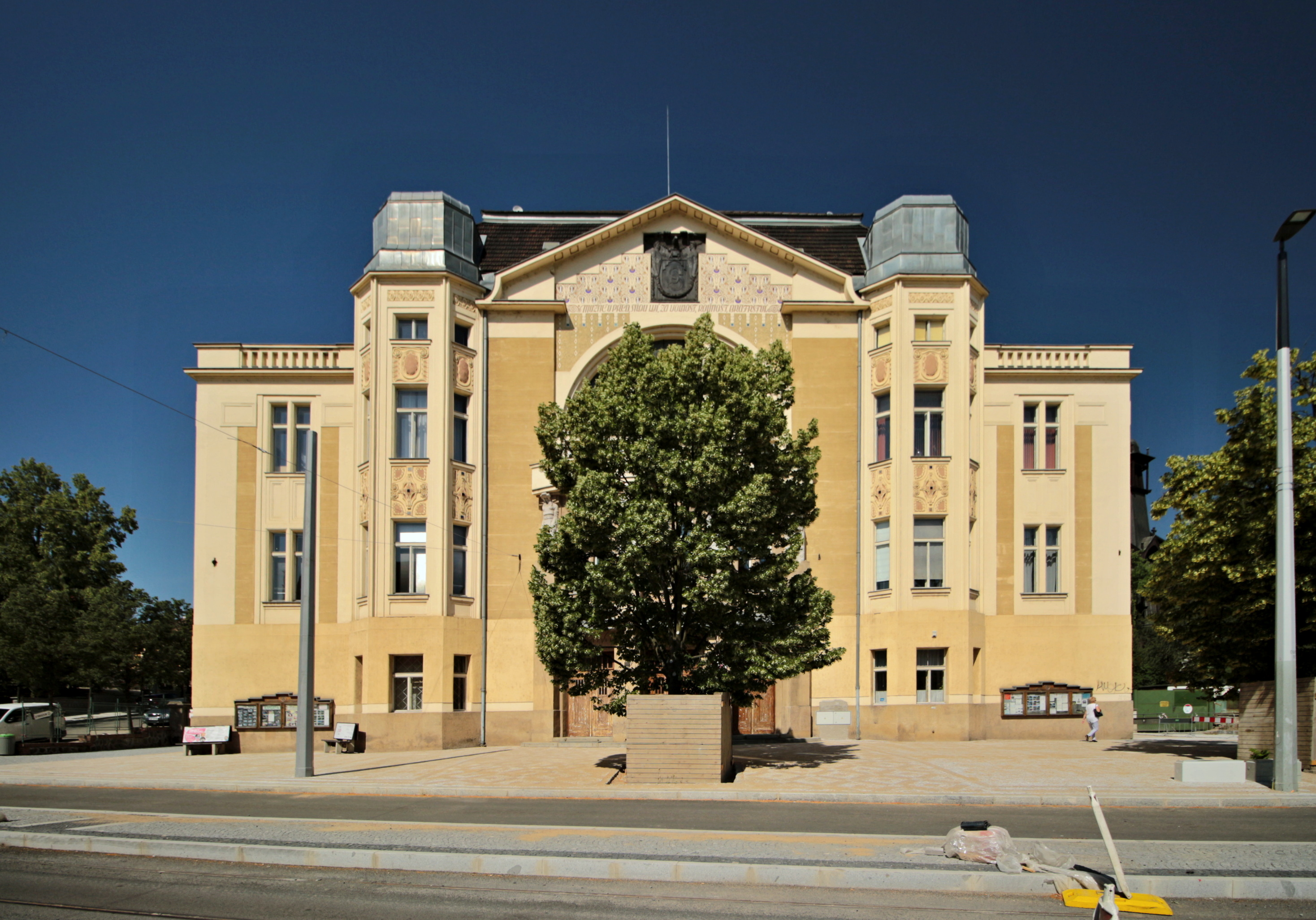
Vstupní průčelí Libeňské sokolovny, Praha-Libeň, 1909–1910,
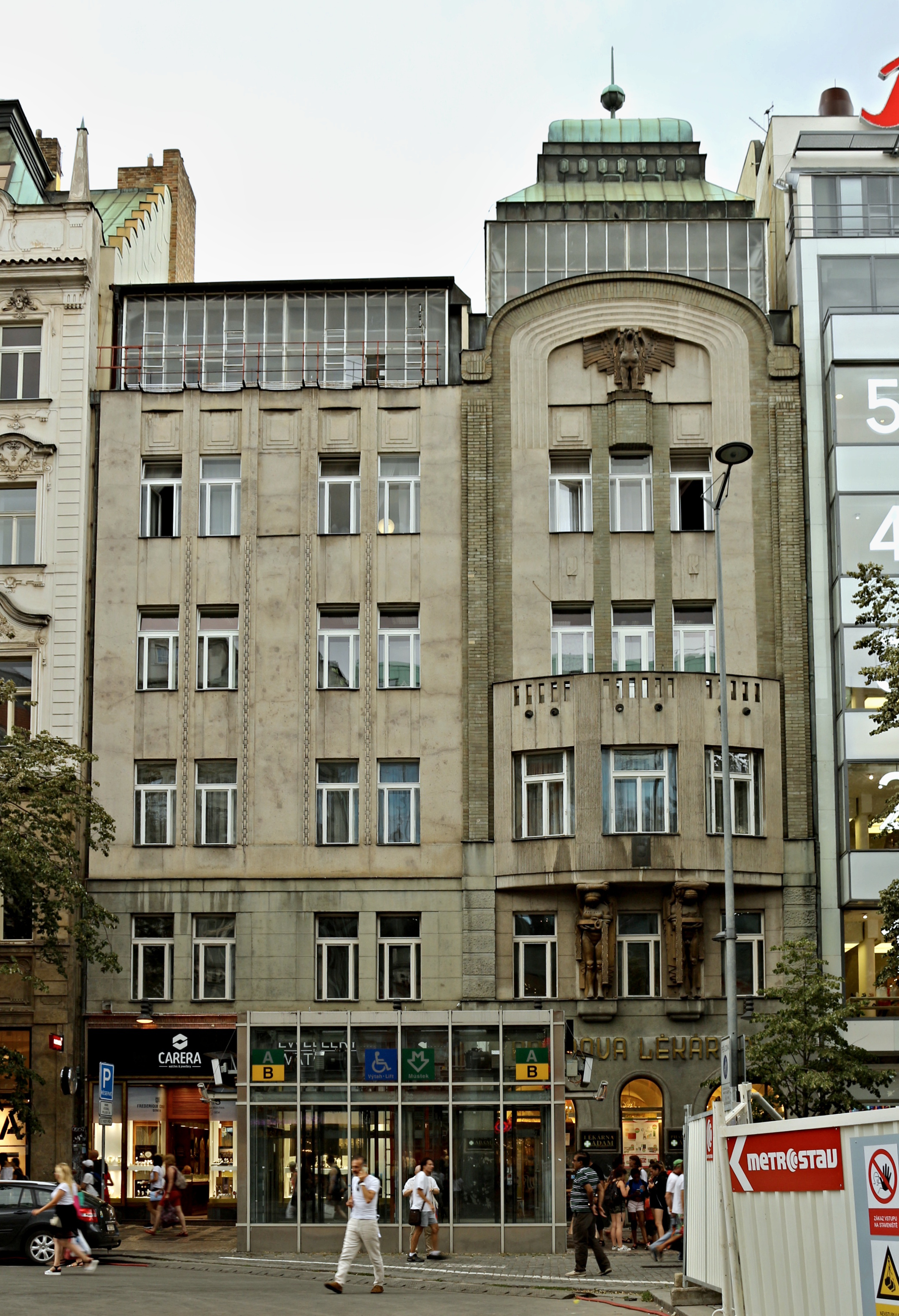
Průčelí Adamovy lékárny na Václavském náměstí, Praha, 1911–1913
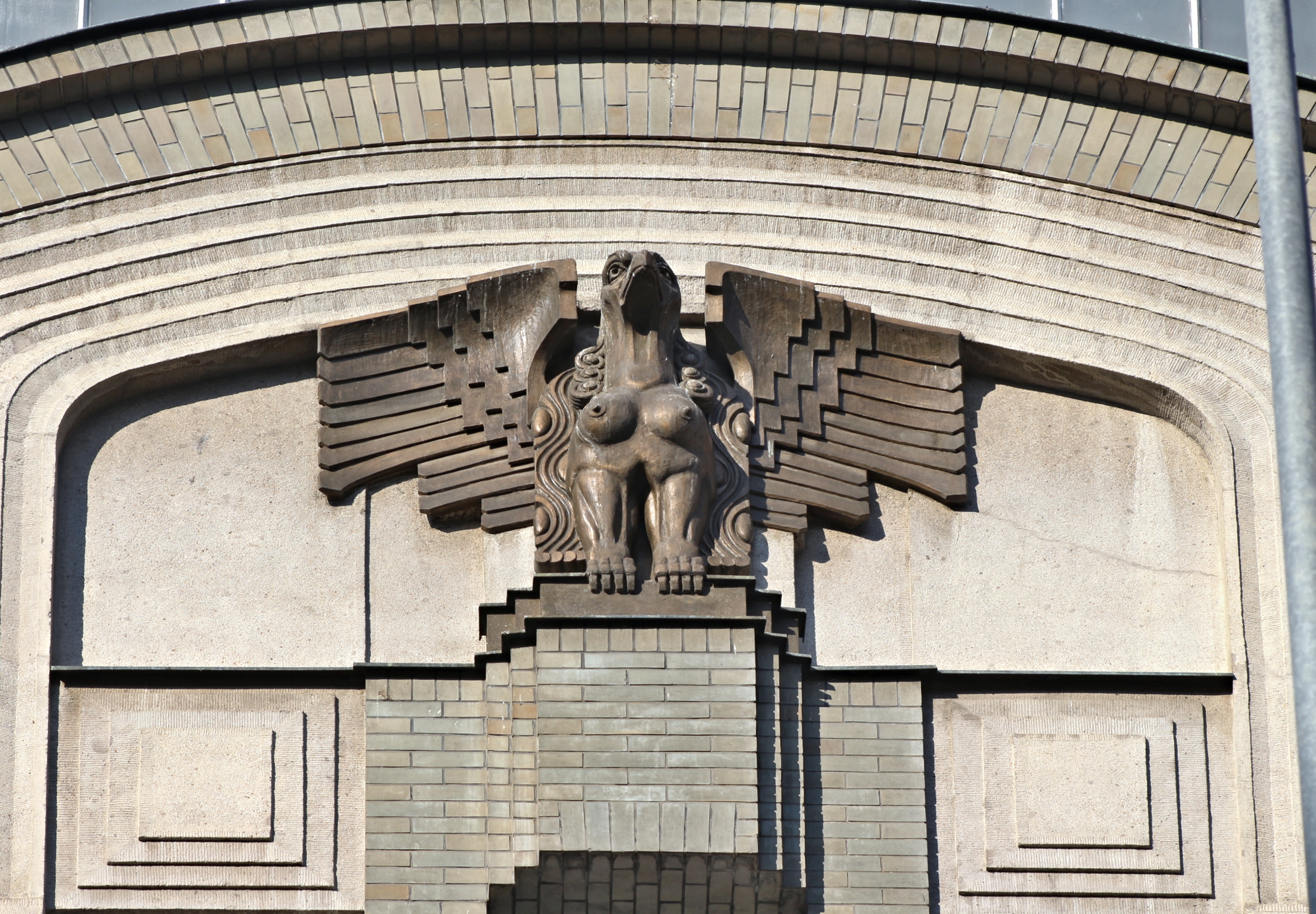
Adamova lékárna, detail průčelí
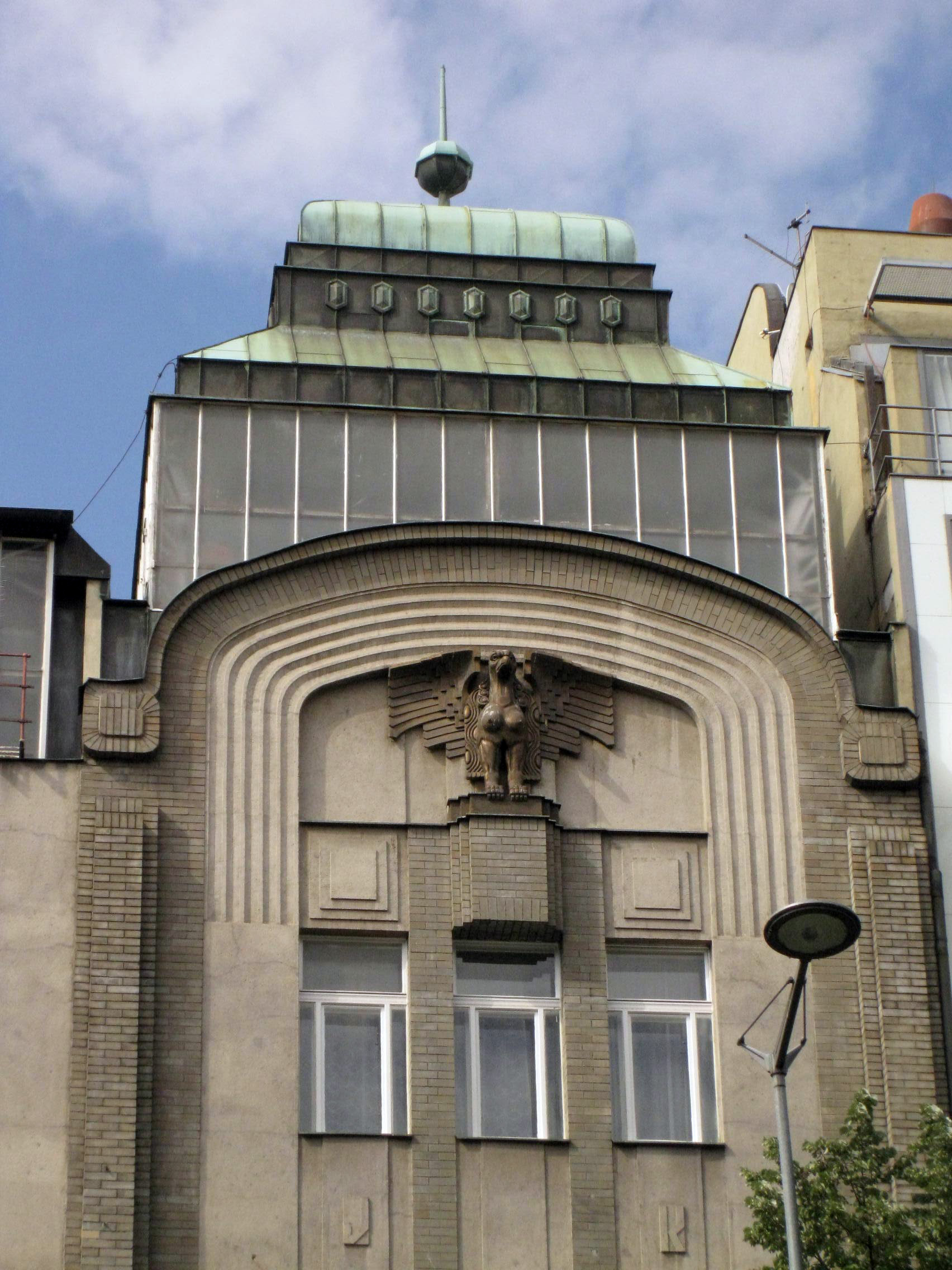
Adamova lékárna, Praha, 1911–1913, průčelí
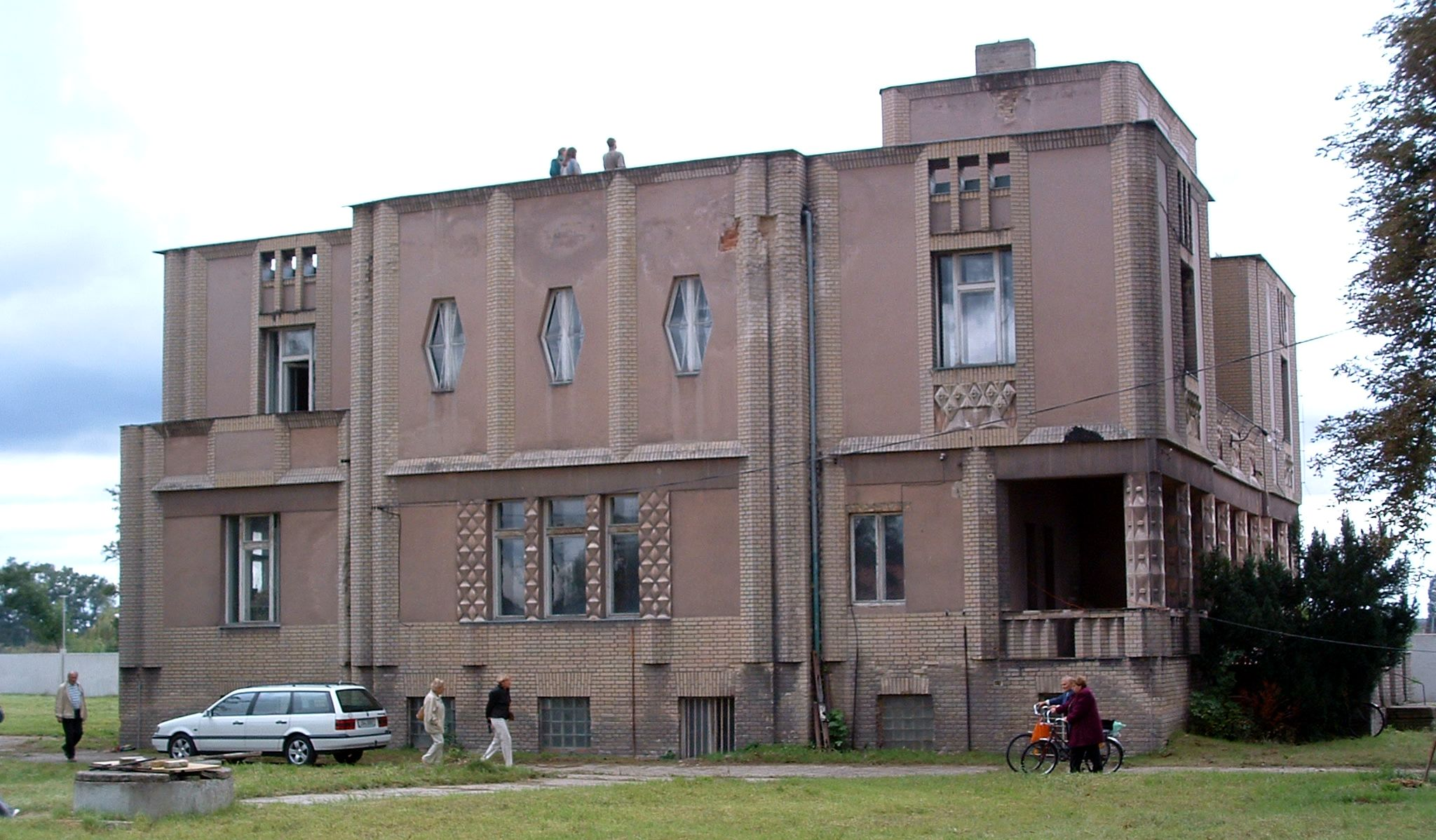
Vila generálního rady Beniese, Litol, 1912–1913
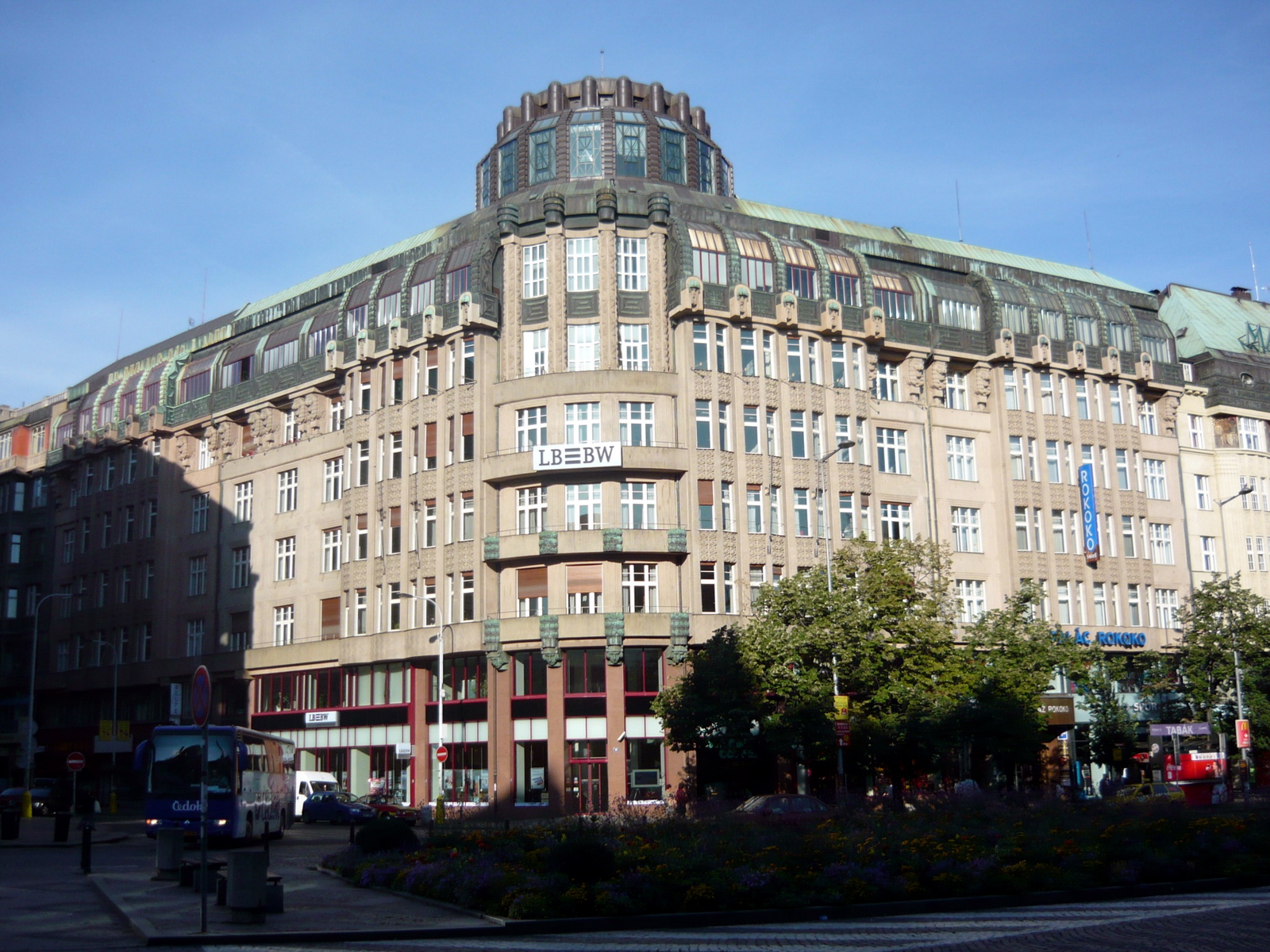
Šupichovy domy, Praha, 1911–1919
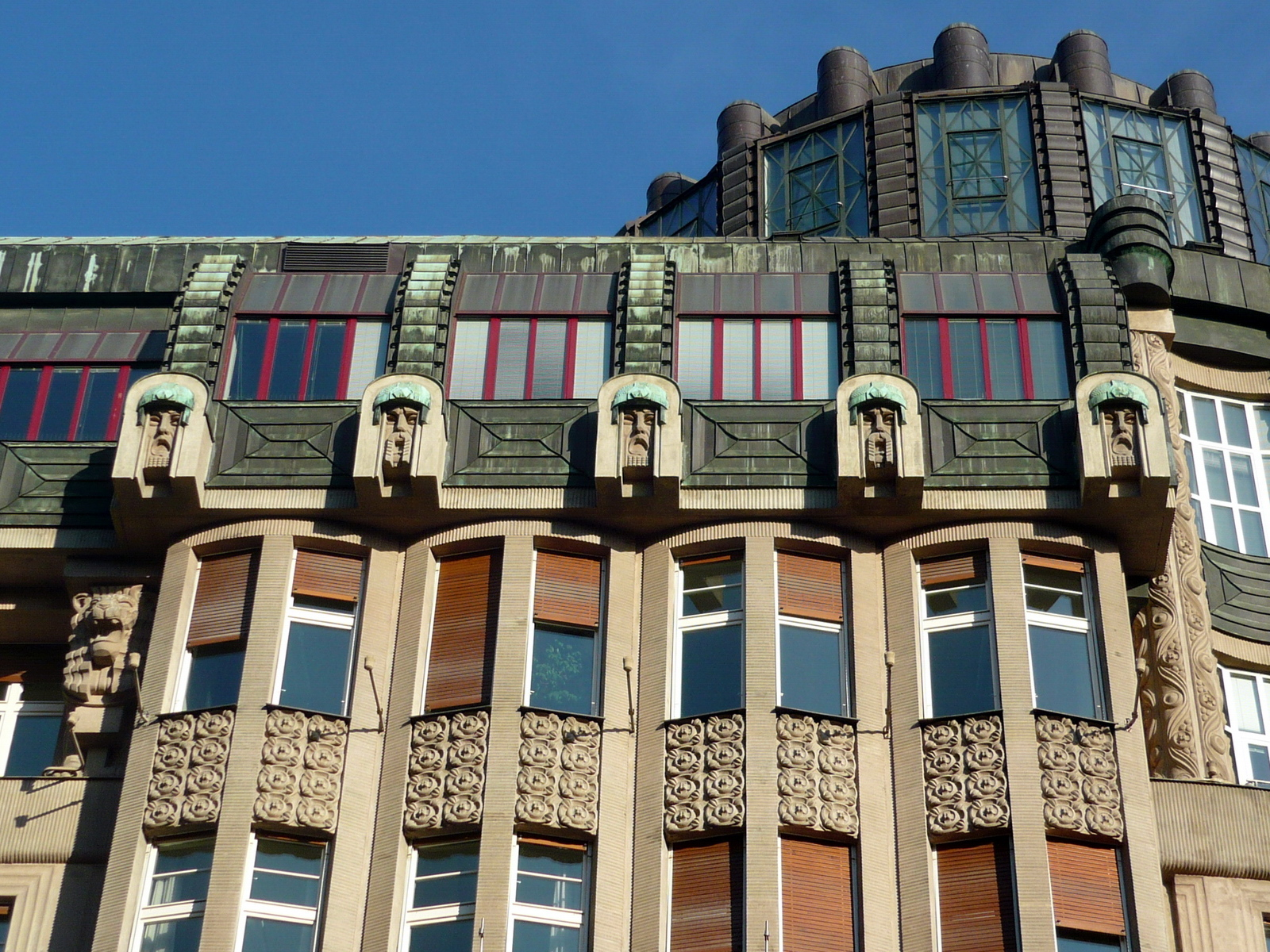
Šupichovy domy, Praha, 1911–1919, detail průčelí
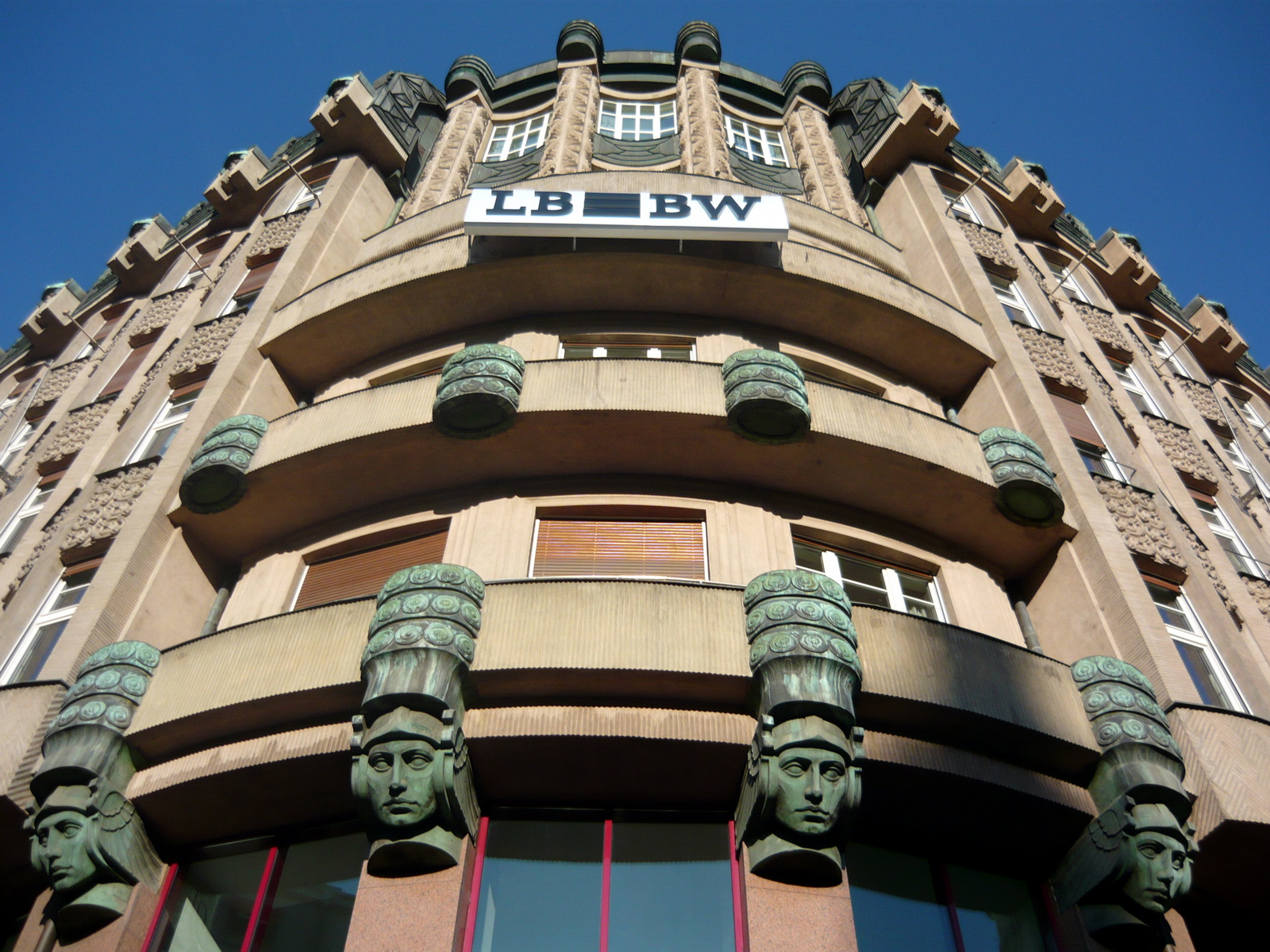
Šupichovy domy, Praha, 1911–1919, detail průčelí
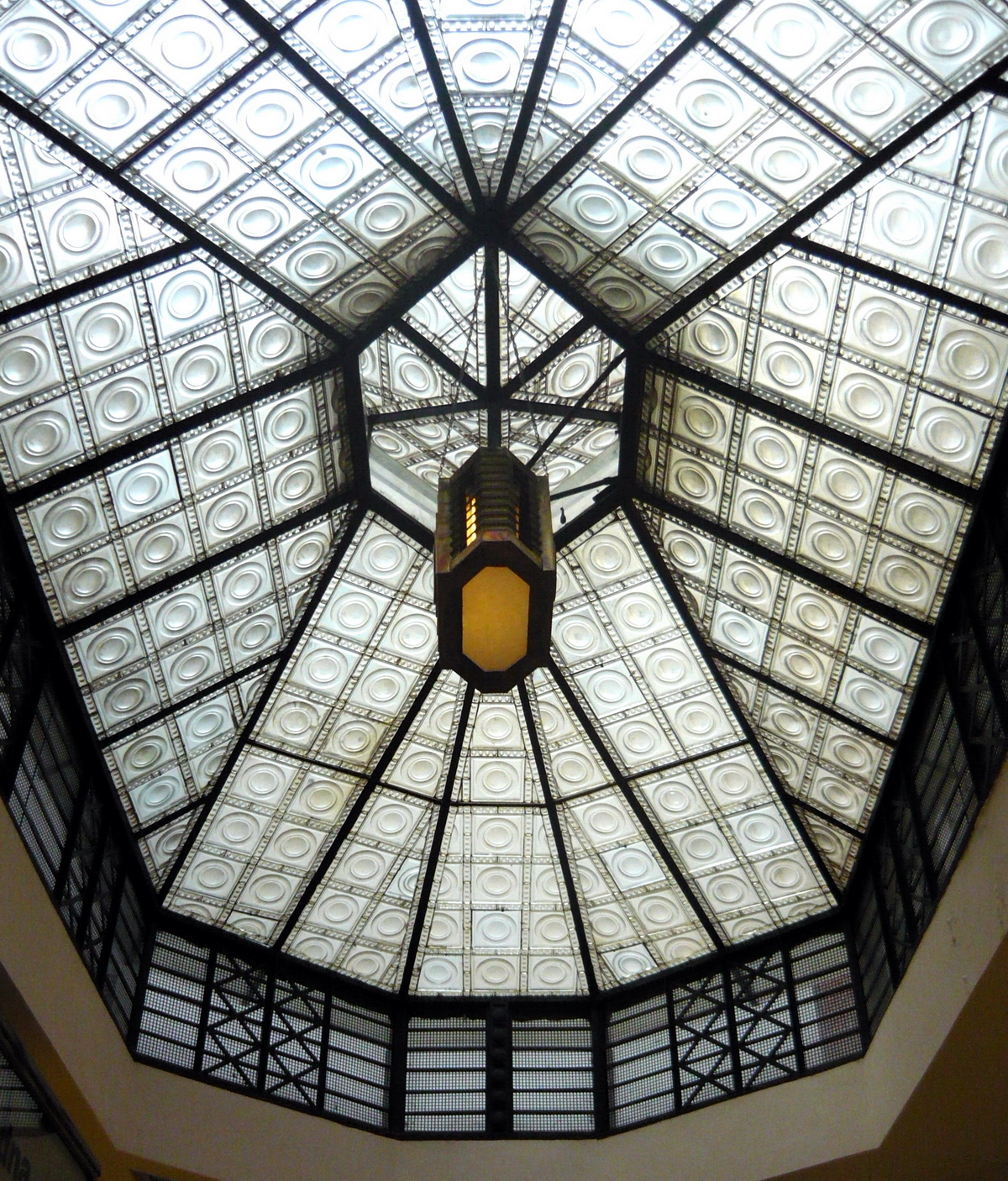
Šupichovy domy, Praha, 1911–1919, zastřešení pasáže
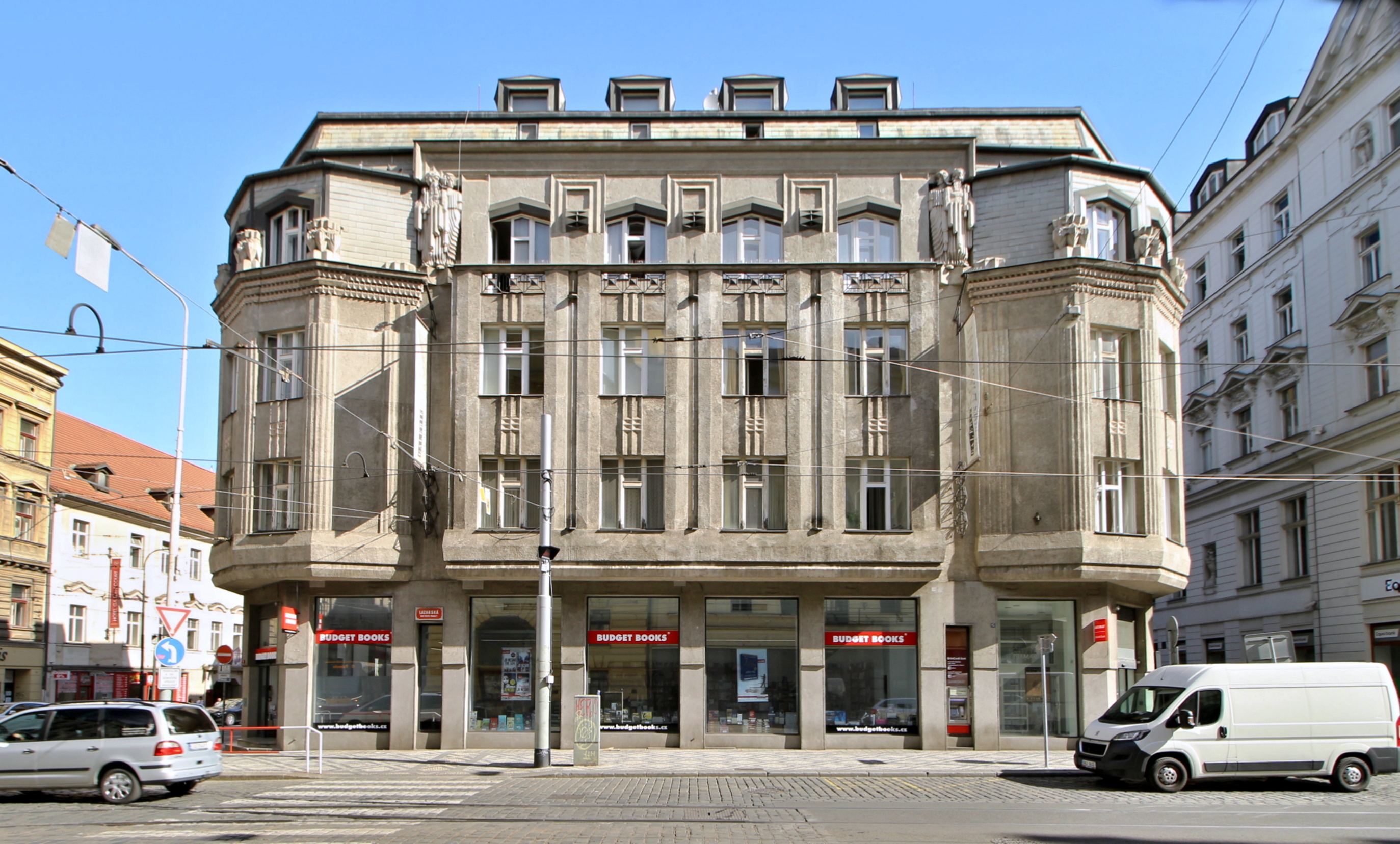
Dům Diamant, Praha-Nové Město, 1912–1913
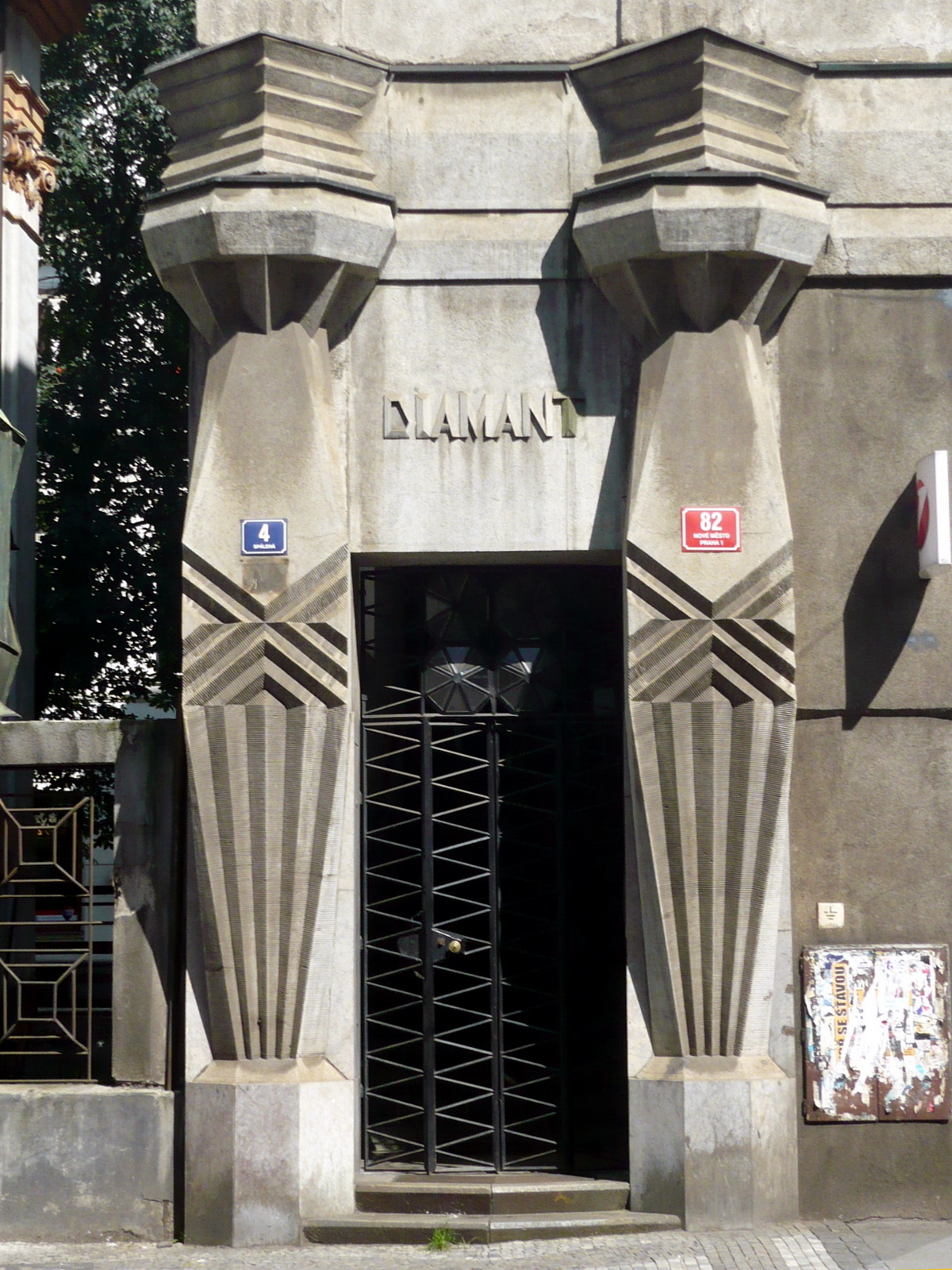
Vstup do domu Diamant, Praha, 1912–1913
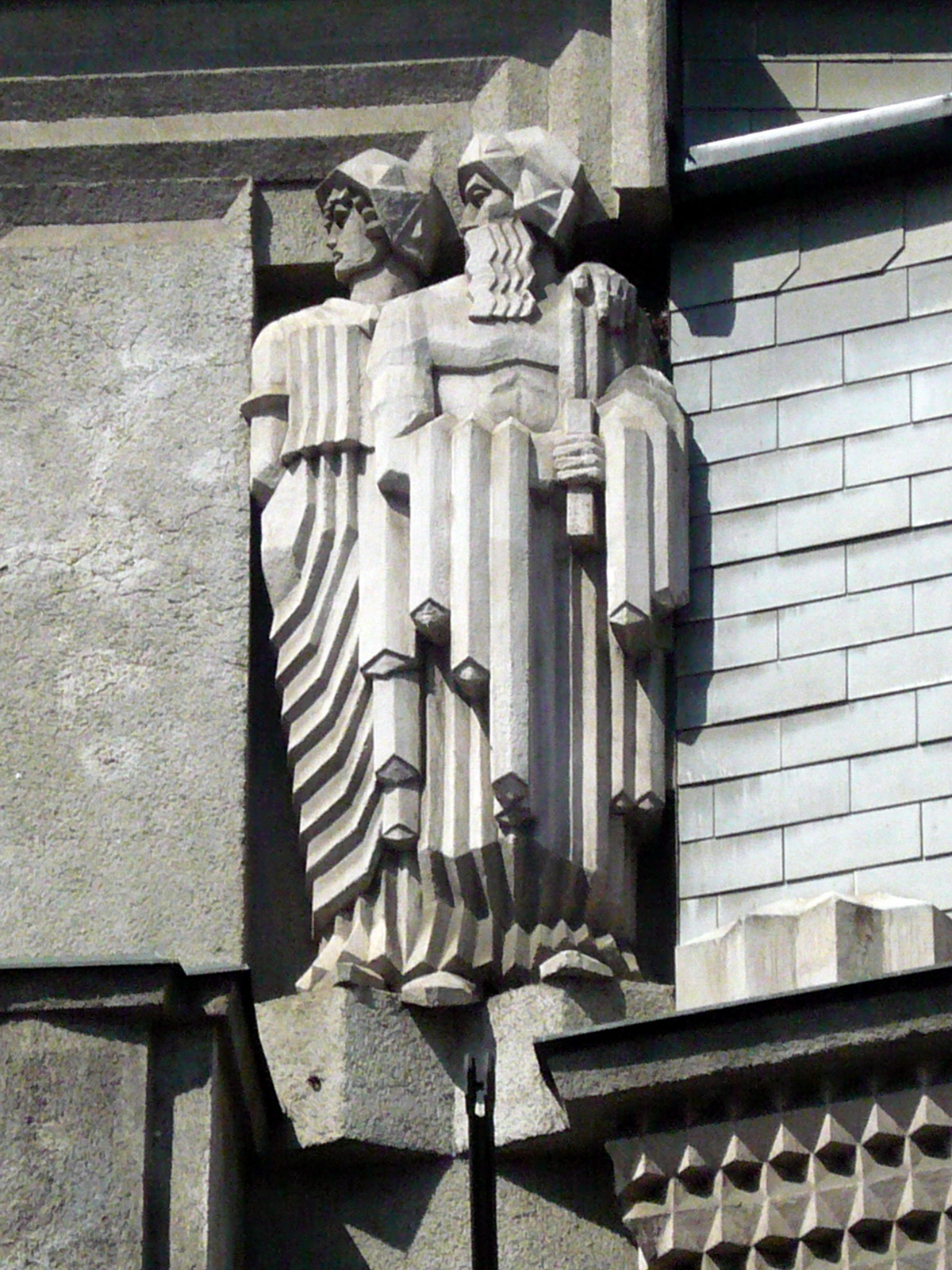
Dům Diamant, Praha, 1912–1913, detail průčelí
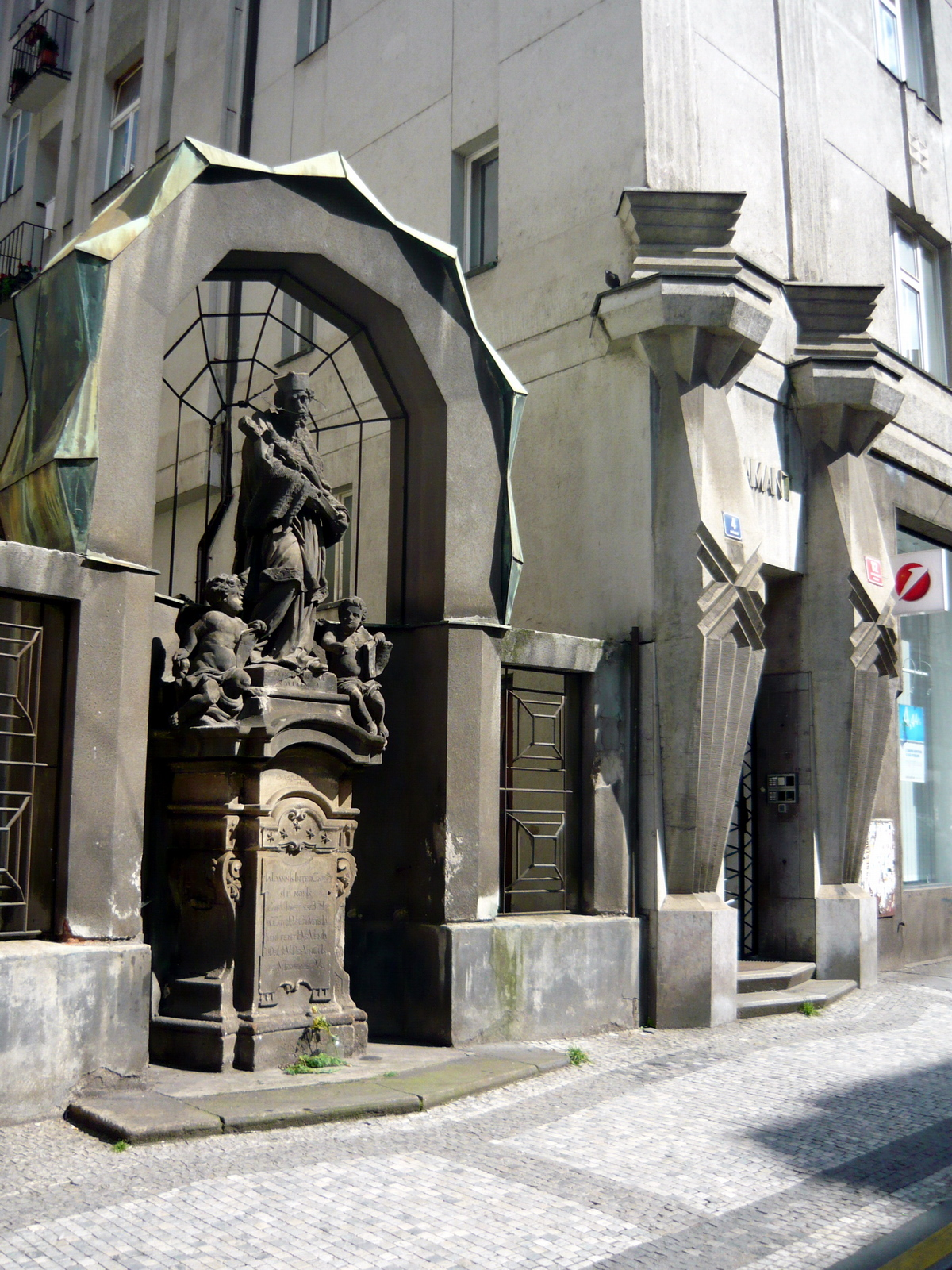
Oblouk nad sochou sv. Jana Nepomuckého, Praha, 1912–1913
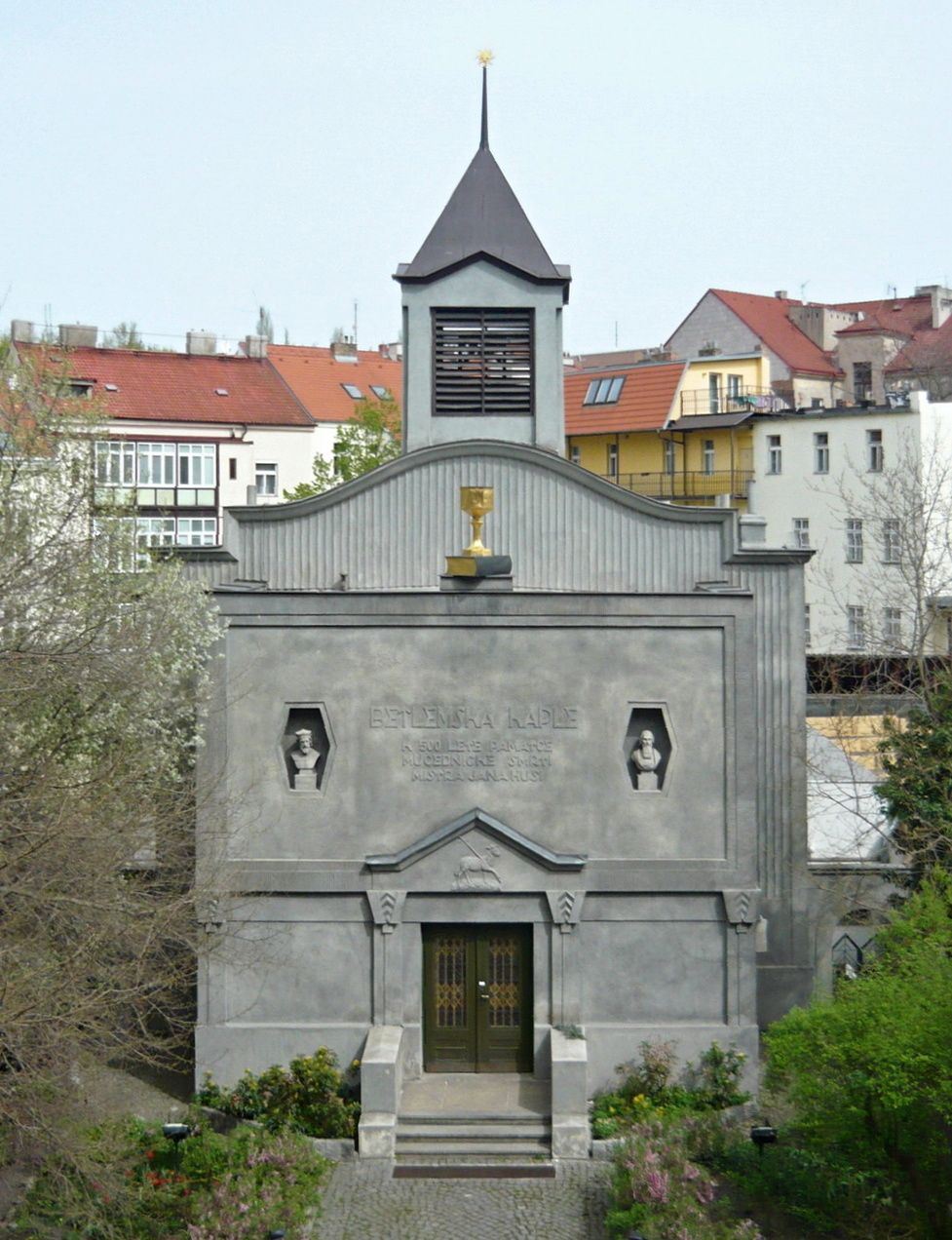
Betlémská kaple na Žižkově, 1912–1913
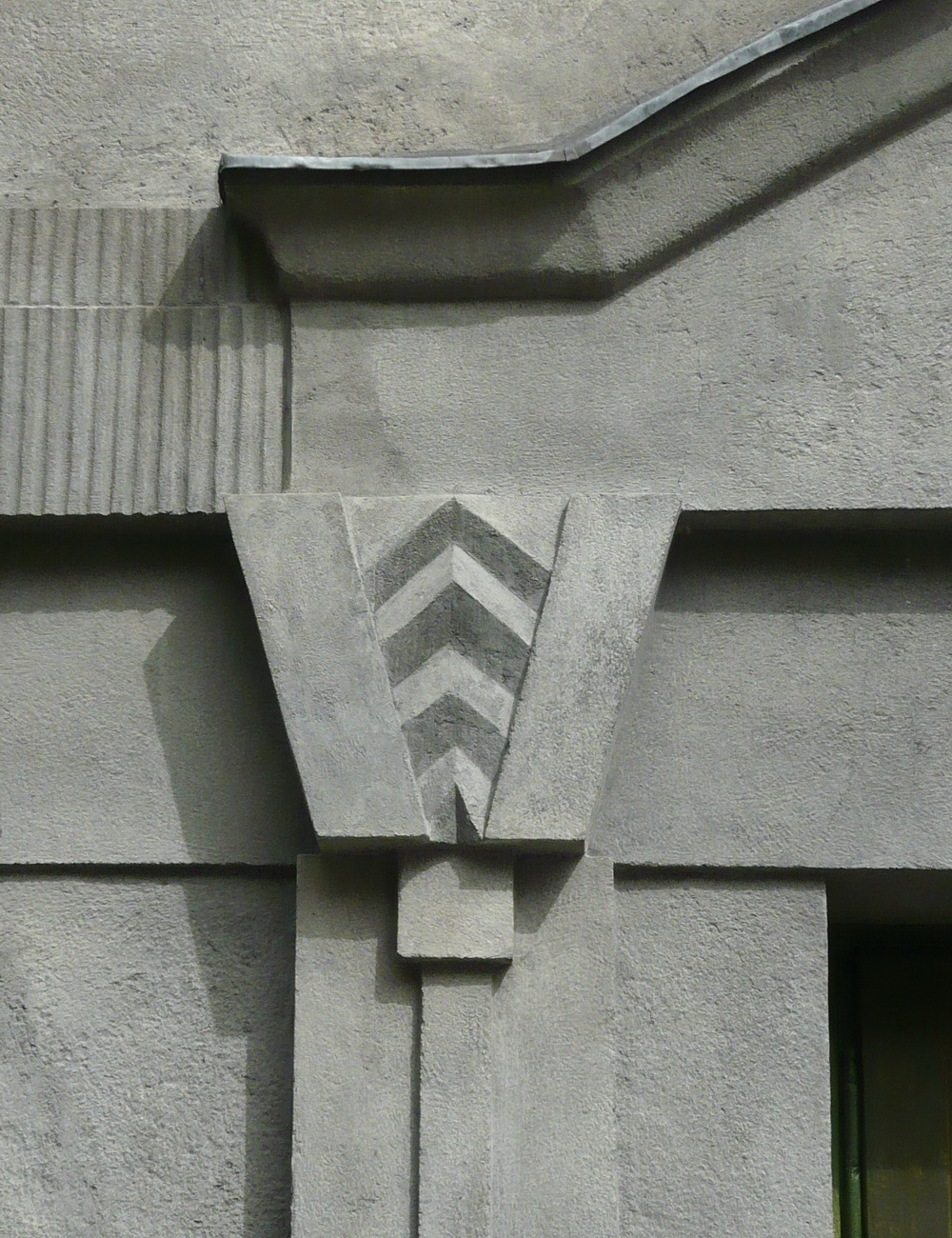
Betlémská kaple na Žižkově, 1912–1913, detail průčelí
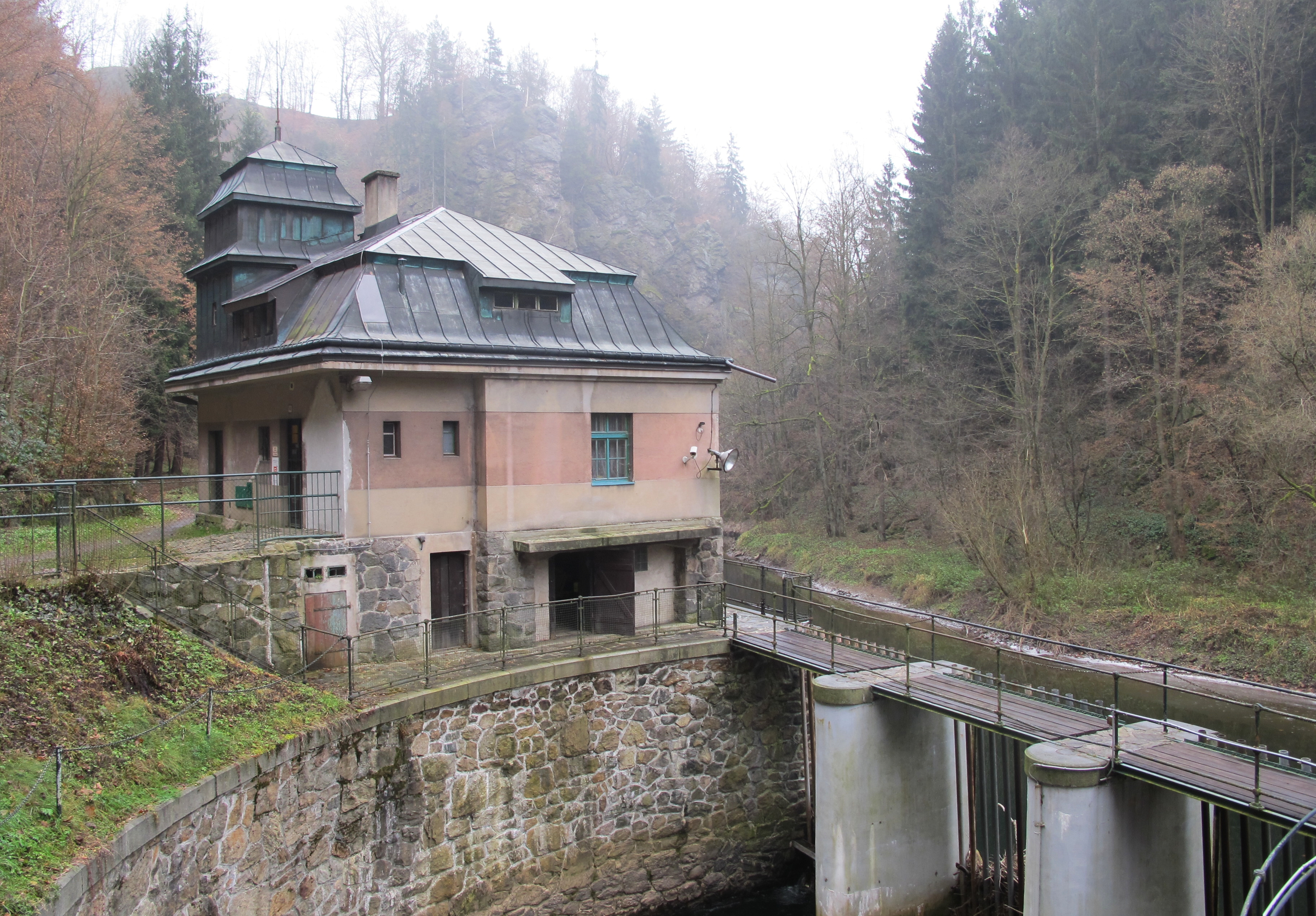
Malá vodní elektrárna ve Spálově - objekt u bitouchovského jezu
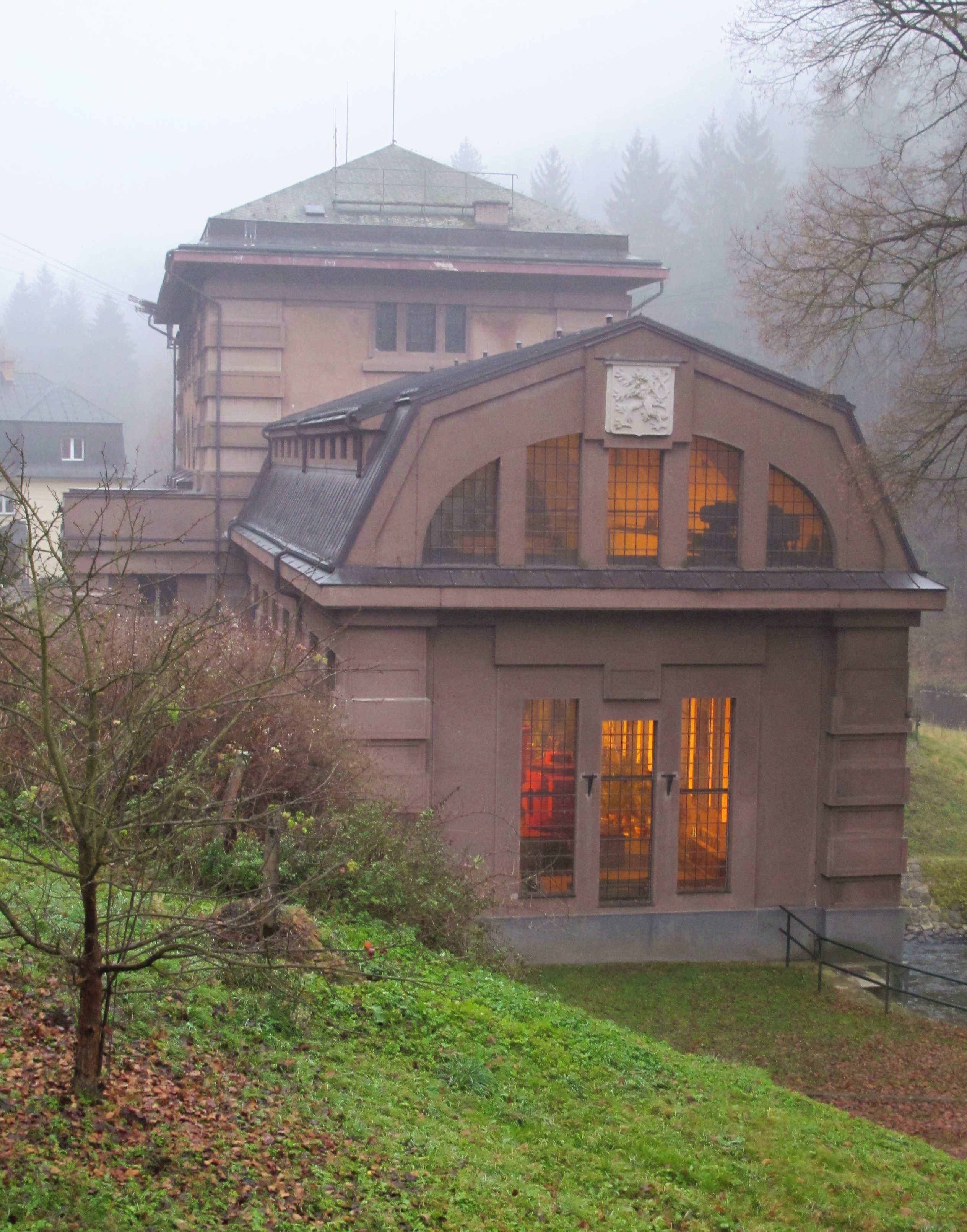
Malá vodní elektrárna ve Spálově
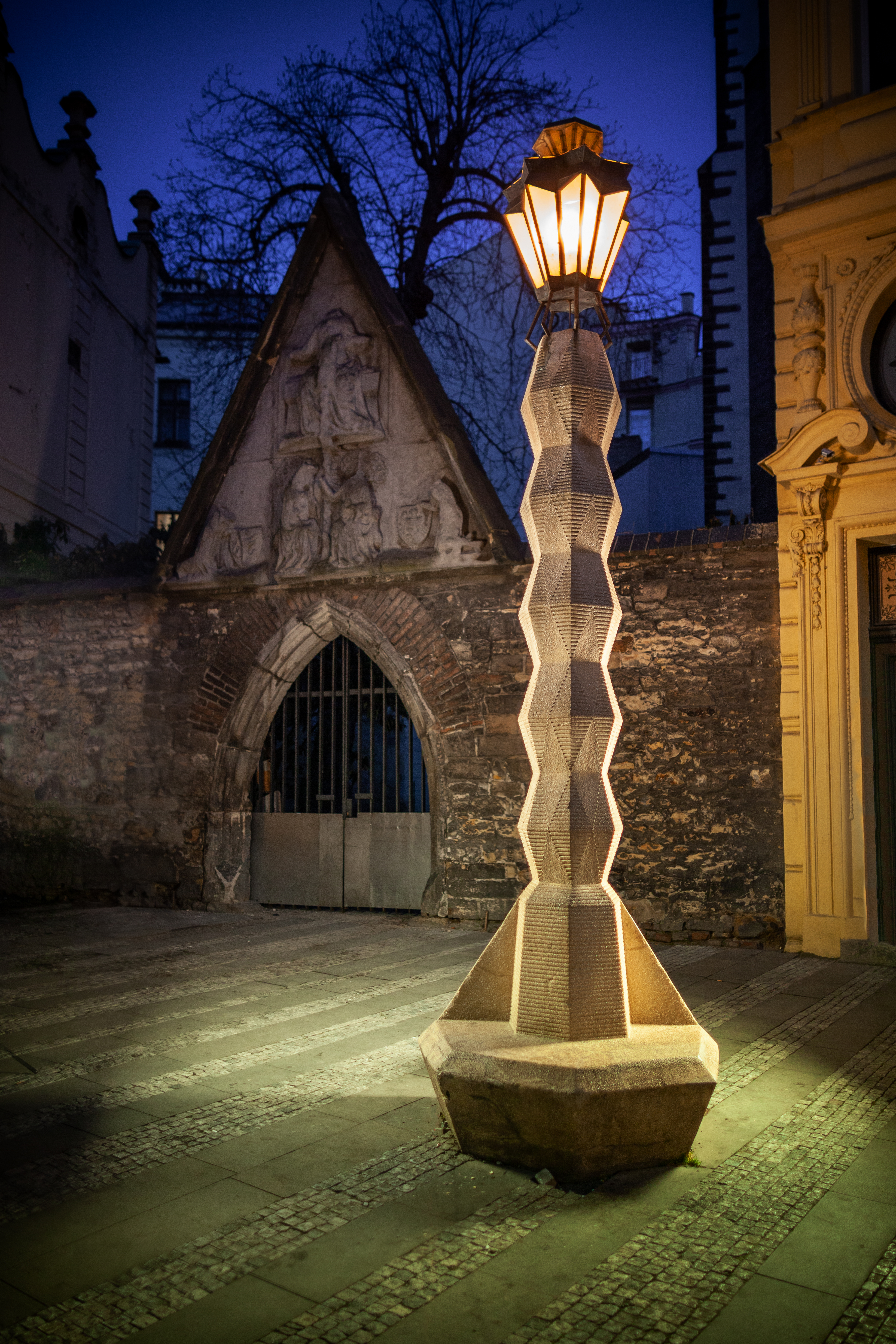
Kubistická lampa v Praze